# 大還暦
大還暦（だいかんれき）とは、人間の年齢が120歳を迎えることである。

## 解説
十干と十二支とを組み合わせた干支による暦は、60年で一周する。これを還暦（かんれき）という。大還暦はそれが二周することを意味する。戸籍や教会記録など信頼される記録が残っているもので、ギネス世界記録に公認された事例（これはアメリカの老人学研究団体ジェロントロジー・リサーチ・グループの認定に依拠している）に限定すれば、1995年のジャンヌ・カルマン（フランス人・1997年死亡時の年齢122歳と164日）のみが達成している（ただし近年では異説あり。詳細は当該項目参照）。1986年に死去した泉重千代（日本人・死亡時年齢120歳と237日とされた）も、2010年までギネス世界記録に公認されていたが、鹿児島大学医学部助教授（当時）の福田正臣が泉の生前に診察し医学的見地より不自然としたこと、週刊読売の戸籍調査より1872年の壬申戸籍に「泉重千代」とはあるものの父母の欄が空白であり、1865年ごろ生まれて早死した義兄との混同の可能性があることなど異論が出ている。『ギネス世界記録2010年』では異論に言及し正確性について断言をさけていたが、『ギネス世界記録2012年』ではこれまでに最も長生きした男性として115歳252日で亡くなったアメリカ人クリスチャン・モーテンセンが取り上げられ、120歳とされる泉の記録はギネスの公認から外された。また、デーモン閣下（悪魔・現年齢10万61歳）、ビラフンダ・サヤドーU.コウィダ（ミャンマー人・現年齢1112歳）、李清雲（中国人・死亡時年齢256歳）、儀左衛門（日本人・死亡時年齢208歳）など、現在や過去にも122歳どころか130歳以上であると主張する人も存在するが、120年以上前の出生の記録や戸籍が曖昧などの信憑性に問題があり、明確な確認が取れないため、ギネスからは公認されていない。
なお、ジャンヌ・カルマンに次いで史上2番目に長生きしたとされる日本人女性田中カ子は、公式の生没年は1903年1月2日～2022年4月19日となっているが、実際には1902年生まれで親の届け出が遅れたという話があり、本人も1902年生まれと語っていた。1902年生まれであれば2022年1月1日の時点で干支が2周したことになる（ただし満120歳には届かなかった）、 